# ガソリン税
ガソリン税（ガソリンぜい）は、ガソリンに課される「揮発油税および地方揮発油税」の総称。現在ガソリン1リットル当たり53.8円の税金が課され、そのうち25.1円が後述する暫定税率分。
いずれも、国税・間接税である。また目的税ではない。現在は道路特定財源でなくなって一般財源であるし、特定財源のときも使途の限定はあるが、特定の目的のために課税するとされていなかったことから目的税ではなかった。
歩みやその問題点については、「揮発油税」、「地方揮発油税」、「道路特定財源」を参考のこと。

## 税率
1973年（昭和48年） - 1977年（昭和52年）度の道路整備五か年計画の財源不足に対応するために、1974年（昭和49年）度から暫定措置として「租税特別措置法」第89条2項により、揮発油1キロリットルにつき、揮発油税が48,600円、地方道路税が5,200円と、本則税率（本来の税率）と同額の暫定税率が適用され本来の2倍の税率となっている。
この項目は、35年以上延長されており、これが平成19年度末(2008年3月末)で期限切れとなることから、これを延長する租税特措法改正案を含めた2008年（平成20年）度税制関連法案が第169回国会に提出されたが、民主党などが直前の2007年（平成19年）末に突如廃止の方針を掲げてガソリン国会となった（当時原油価格の上昇が顕著であり、これを下げる企図があったが、実質的には政局の材料として使用された面もある）。
同法案の審議がたな晒しになった結果、同租税特措法改正案の部分のみ（他の関連法案は、年度内成立しなければ国際問題に発展するリスクがあった軽減処置が含まれていたため、民主党側も妥協して年度内に成立）2008年3月31日までに可決されず、同日をもって一旦失効したが、当時の福田康夫内閣と衆議院で再議決されたことに伴い、再び暫定税率が復活し、2008年5月1日から2018年（平成30年）3月31日までガソリン1リットルあたり53.8円と再増税になっている。
2010年（平成22年）3月31日には租税特別措置法が改正され、期限を定めずに当分の間、特例税率としてガソリン1リットルあたり53.8円が維持されることになった。同時に、ガソリンの3か月の平均小売価格が1リットル当たり160円を超えるに至った場合は、特例税率の適用を停止する仕組みも設けられた。しかし、この「トリガー条項」については、東日本大震災の復興財源に充てること等を理由として、東日本大震災の被災者等に係る国税関係法律の臨時特例に関する法律第44条で、2011年4月27日から東日本大震災の復旧及び復興の状況等を勘案し、別に法律で定める日までの間、その適用を停止することになった（なお、適用停止前においても実際の発動例は存在しなかった）。

### ガソリン1リットルあたりの税金
|          | 揮発油税 | 地方揮発油税 | 合計 |
| -------- | -------- | ------------ | ---- |
| 本則税率 | 24.3     | 4.4          | 28.7 |
| 特例税率 | 24.3     | 0.8          | 25.1 |
| 税率     | 48.6     | 5.2          | 53.8 |

沖縄県は本土より7円減税されている。なお、この税率や期限は「租税特別措置法」ではなく、「沖縄の復帰に伴う特別措置に関する法律」第80条3項に基づく政令により規定されている。
また、沖縄県は「沖縄県石油価格調整税条例」により、ガソリン1リットルあたり1.5円を徴収している。
従って、沖縄県内の相対的なガソリンの減税額は1リットルあたり7円−1.5円=5.5円となる。
```
沖縄の復帰に伴う国税関係法令の適用の特別措置等に関する政令
[
2
]

（
1972年
5月1日
 政令151号）
74条（揮発油税及び地方道路税の軽減等）
 ○
1970年
5月15日
 - 
1993年
11月30日

揮発油税39.7円+地方道路税7.1円=計46.8円
 ○1993年
12月1日
 - 
2015年
5月14日

（ただし2008年4月のみ暫定税率失効に伴い、本則税率が適用。平成24年政令108号により、2015年までに延長。さらに延長され現在は2022年までとなっている。
揮発油税42.3円+地方揮発油税（2008年度まで地方道路税）4.5円=計46.8円
```

なお、2012年10月1日から「地球温暖化対策税」が導入された。原油・石油製品（1キロリットル当たり760円、1リットル当たり0.76円）が適用されるが、急激な負担増を避けるため、段階的に実施される。
この「地球温暖化対策税」は、税法的には石油石炭税の増税として実施されており、地球温暖化対策税という税が法律上あるわけではない。
- 2012年10月1日から・・・1/3に相当する額。
- 2014年4月1日から・・・2/3に相当する額。
- 2016年4月1日から・・・3/3に相当する額。

参考：政府広報オンライン

### 二重課税
講学上は二重課税を「同一の納税者に対して複数回課税を行う法律的二重課税」と「同一の課税物件に対して複数回課税を行う経済的二重課税」に分けて語られ、ガソリン税は経済的二重課税に相当するように考えられるが、これはあくまでも講学上の事である。
消費者が最終的に（商品価格にガソリン税分が含まれているという形で）負担しているガソリン税であるが、納税義務者は石油会社となるため、「商品価格を構成するコスト」であるとの認識から、このガソリン税分を見込んだ商品価格に消費税が課せられている。
基本的には、二重課税として間接的に消費者が負担することになる。なお、ガソリン税と同様に見られる軽油引取税は消費者が直接負担しているので商品価格に軽油引取税は含まれず、当然、消費税も商品価格のみで軽油引取税分にはかかっていない。

## 使途
2009年（平成21年）3月31日まで、国と地方の道路財源（道路特定財源）として使われていた。
道路特定財源としては他に自動車取得税、軽油引取税、自動車重量税があるが、このうち自動車取得税と軽油引取税の暫定税率は2008年3月31日をもって一旦失効したが、これらも衆議院で再議決されたことに伴い、再び暫定税率が復活し、2008年5月1日から再増税になっている。また、自動車重量税も衆議院での再議決により暫定税率が失効することなく延長され、増税（暫定税率）が続いている。これらは一般財源に組み込まれた。